# Anil Kumar (ur. 1988)
Anil Kumar (ur. 1988) – indyjski zapaśnik walczący w stylu klasycznym. Brązowy medalista mistrzostw Azji w 2017. Wicemistrz Wspólnoty Narodów w 2013 roku.
Pochodzi z Sonipat.